# Étoile symbiotique
Une étoile (variable) symbiotique, ou plutôt un système d'étoiles symbiotiques, est un système binaire composé d'étoiles dont la luminosité varie. Leur cycle de vie les fait passer par une phase semblable à une nova très lente (accroissement de la luminosité de 9  à 11 magnitudes) durant quelques dizaines d'années avant de revenir à leur luminosité initiale.
Ce type de système présente un transfert de matière de l'une des composantes à l'autre, par vent stellaire ou éjection coronale.
Il est composé d'une géante rouge de type Mira et d'une naine blanche.
C'est la proximité et la masse de ces étoiles qui les classent comme étant symbiotiques.
Exemples d'étoiles symbiotiques : V1016 Cygni, HM Sagittae et RR Telescopii.

## Présentation générale
Une étoile symbiotique est une système binaire,, en interaction,,. La composante froide du système est une étoile évoluée de type spectral tardif,, à savoir une géante rouge-jaune ou une variable de type Mira. Sa composante chaude est un objet compact : il s'agit le plus souvent d'une naine blanche, et, plus rarement, d'une étoile à neutrons. Leur interaction mutuelle, par des mécanismes d'accrétion, est à l'origine de leur spectre électromagnétique complexe qui est enregistré à toutes les longueurs d'onde, de celle des ondes radio à celle rayons X. L'objet compact accrète une fraction du vent stellaire de la géante. L'accrétion augmente la température et la luminosité du vent stellaire neutre qui s'ionise, donnant naissance à une nébuleuse dite symbiotique.

## Désignation
Les étoiles symbiotiques sont ainsi désignées à la suite de l'astronome américain Paul W. Merrill (1887-1961),,, : en 1941, lors d'une conférence de l'Association américaine d'astronomie, il présente un article sur l'étoile BF Cygni qu'il qualifie de « symbotic star » (« étoile symbiotique ») afin de souligner la coexistence apparemment impossible de deux spectres, l'une correspondant à un objet très chauds et l'autre à un objet très froid.

## Critères
Les critères suivants sont retenus afin de classer un objet comme étoile symbiotique :
- la présence de bandes d'absorption caractéristiques d'une étoile géante de type tardif, telles TiO, H2O, CO, CN, VO ;
- la présence de fortes raies d'émission HI et HeI ainsi que des raies d'émission d'ions dont le potentiel d'ionisation est supérieur à 35 eV ;
- la présence de lignes à 6 825 Å, même si aucune caractéristique de l'étoile froide n'est trouvée.

## Classifications
Il existe plusieurs classifications des étoiles symbiotiques.

### Types D et S
L'astronome australienne B. Louise Webster (1941-1990) et David A. Allen ont proposé l'une d'elles en 1975,,. Elle divise les étoiles symbiotiques en deux types : S et D,. Une symbiotique de type D présente un excès d'infrarouge dû à la poussière,. Elle consiste en un système binaire dont la composante froide est une étoile géante rouge, variable de type Mira, thermiquement pulsée,. Elle présente, dans le proche infrarouge, une grande variabilité liée à la période de la Mira,. Une symbiotique de type S présente un continu stellaire froid,. Elle consiste en un système binaire dont la composante froide est une étoile géante rouge normale. Elle ne présente qu'une faible variabilité voire pas de variabilité. En 1982, Allen a proposé d'ajouter un troisième type : D'. Les étoiles symbiotiques de type D' sont celles qui présentent de la poussière et dont le donneur est une étoile géante froide de type spectral F (« jaune-blanc ») ou G (« jaune »).

### Typesα,βetδ
Une symbiotique de type α (« alpha ») émet des rayons X superdoux. L'énergie des photons est inférieure à 1 keV. L'émission provient probablement de la surface de la combustion de la naine blanche dans un état quasi stationnaire.
Une symbiotique de type β (« bêta ») émet des rayons X mous. L'énergie maximale des photons est inférieure à 2 keV. L'émission provient probablement de la collision des vents : celui de la geant rouge et celui de la naine blanche 
Une symbiotique de type δ (« delta ») émet des rayons X durs fortement absorbés. L'énergie maximale des photons est supérieures à 3 keV. L'émission pourrait provenir de la couche limite.
Une symbiotique de type β / δ présente les deux comportements β et δ.

## Histoire
L'étoile Z Andromedae semble être la première dont le caractère symbiotique a été observé. Le Catalogue Henry Draper note son type spectral particulier. En 1928, l'astronome canadien Harry Hemley Plaskett (1893-1980) la décrit comme ayant un spectre composite, stellaire et nébulaire,. En 1932, les astronomes américains Paul W. Merrill et Milton L. Humason (1891-1972) rapportent qu'un petit nombre d'étoiles — R Aquarii, T Coronae Borealis, CI Cygni, RW Hydrae et AX Persei — présentent un spectre combinant celui d'une étoile et celui d'une nébuleuse ,,. En 1981, se tient le premier colloque de l'Union astronomique internationale dédié aux étoiles symbiotiques,. En 1984, l'astronome David A. Allen (1946-1994) en publie le premier catalogue,,.